# Hôtel Lemullier de Bressey
L' Hôtel Lemullier de Bressey est un hôtel particulier de la ville de Dijon situé dans son secteur sauvegardé, 18 rue Chabot-Charny.

## Histoire
Claudine Charlotte Lemullier de Bressey se maria avec Claude d'Agrain. En 1832 Augustine d'Agrain épousa Pierre de Vesvrotte.
Le Tombeau de Philippe Pot a été déposé dans la crypte de l'hôtel, avant d'être transféré dans le parc du château de Vesvrotte puis d'être acquis par le musée du Louvre.
Il est classé en partie aux monuments historiques depuis 1971.

## Architecture
La façade de la bibliothèque est incrustée de fragments antiques, spécimen de l'art gallo-romain régional.

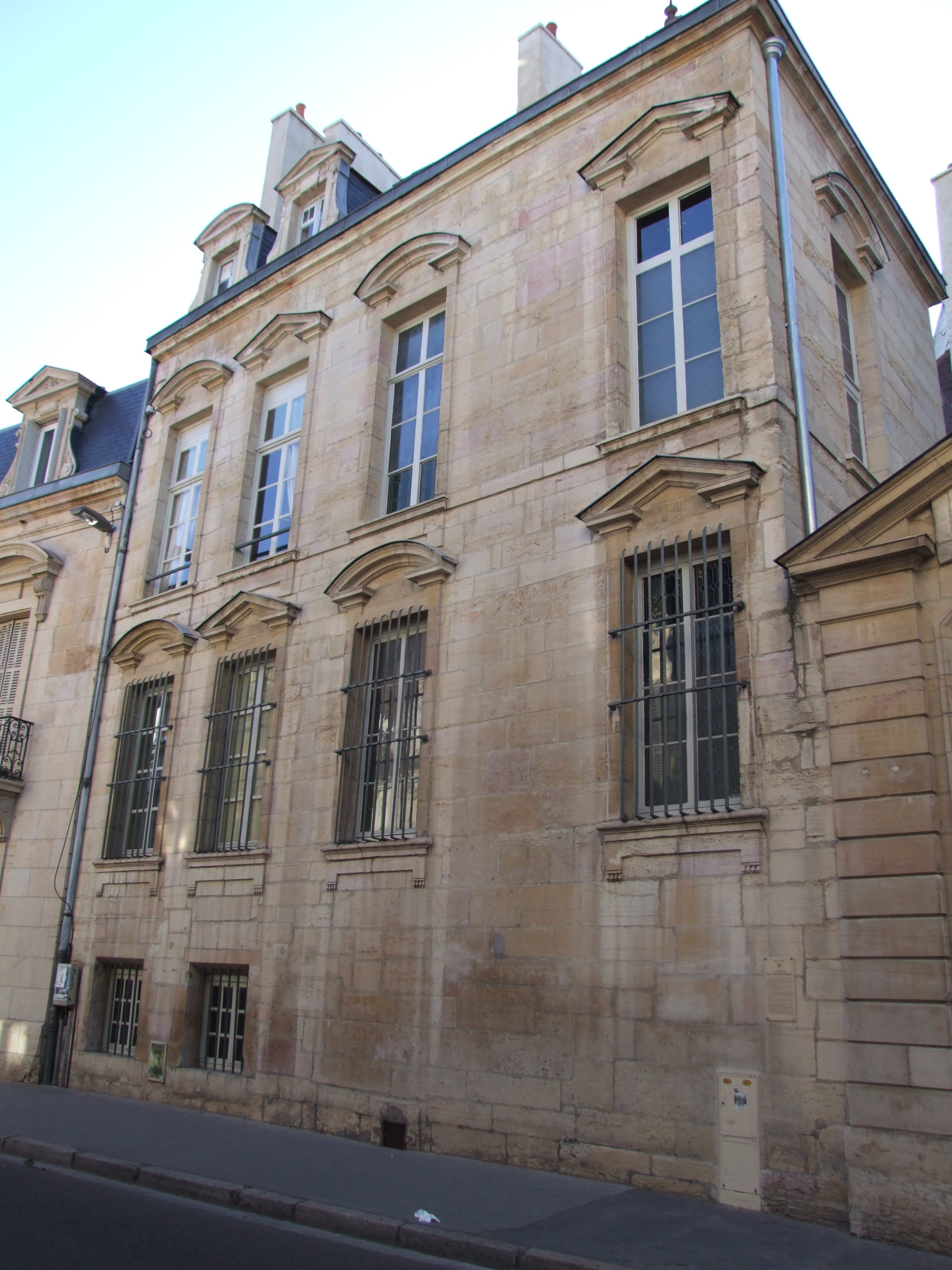
Hôtel Lemullier de Bressey
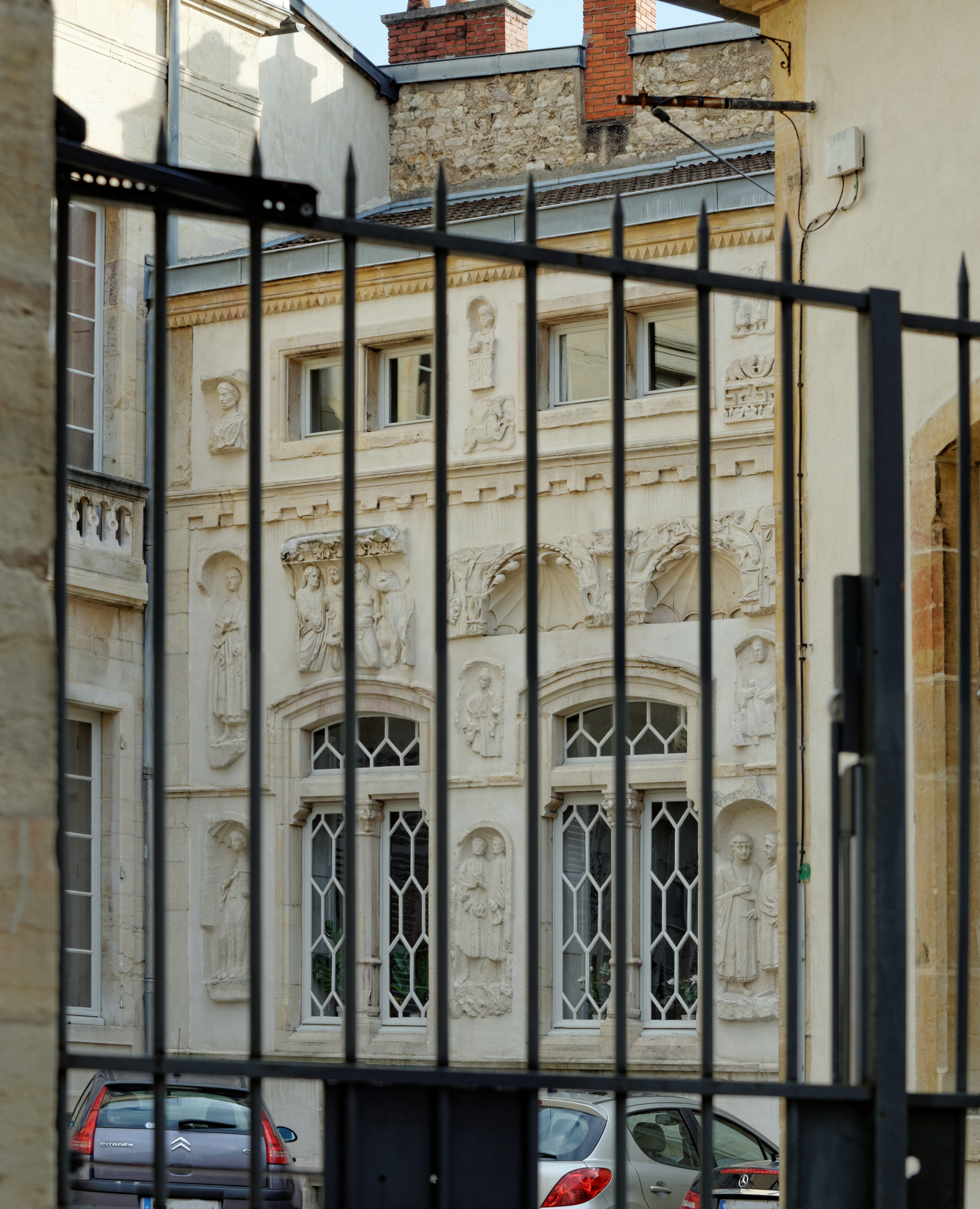
Vue depuis la rue Philippe Pot
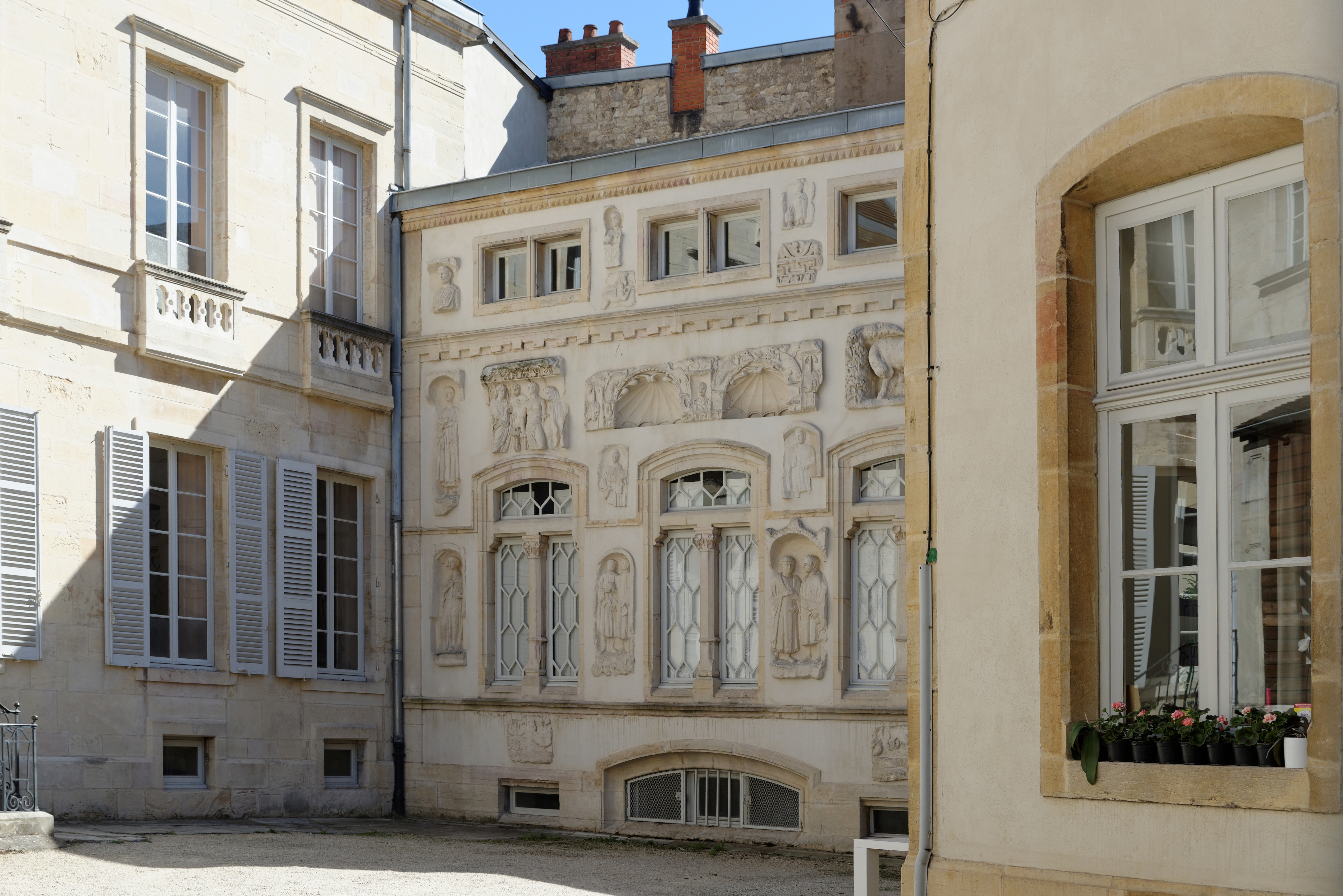
Vue depuis la rue Philippe Pot